# توبا بويوك أوستون
خديجة توبا بويوك أوستون (بالتركية: Hatice Tuba Büyüküstün)‏؛ (5 يوليو 1982)، هي ممثلة تركية، شاركت في دور فيليز (لميس بالدبلجة العربية) من سنوات الضياع وإليف من العشق الأسود وسوهان من جسور والجميلة.

## السنوات الأولى من حياتها
ولدت توبا بويوك أوستون في الخامس من يوليو (تموز) عام 1982 بإسطنبول. تخرجت من مدرسة دويوش الثانوية، وأكملت دراستها في قسم تصميم الملابس والمسرح بجامعة معمار سنان للفنون الجميلة بإسطنبول. بدأت العمل في مجال الإعلانات أثناء دراستها الجامعية، ودخلت مجال التمثيل بعد أن التقت بتومريس غيريتلي أوغلو.

## حياتها الفنية
بدأت مشوارها الفني في عام 2003. أول ظهور لها كان في مسلسل سلطان مقامي ولكن دورها الأبرز كان في إكليل الورد عام 2004 حيث حصلت على جائزة أفضل ممثلة من مهرجان بار التلفزيوني الدولي. ذاع صيتها في مسلسل سنوات الضياع عام 2005 ولعبت دور «آيسون» في فيلم أبي وابني في نفس العام. ظهرت بجانب جان كلود فان دام في فيلم الامتحان عام 2006، ولعبت دور «عاصي» في المسلسل الذي يحمل نفس الاسم عام 2007. حصلت على أول بطولة سينمائية مطلقة في فيلم اسأل قلبك عام 2010، ثم عادت للدراما التلفزيونية في بائعة الورد و20 دقيقة لترشح لجائزة الإيمي الدولية كأول ممثلة تركية. من أعمالها الأخرى العشق الأسود وجسور والجميلة عام 2017.

## حياتها الخاصة
تزوجت من الممثل أونور صايلاك في 28 يوليو 2011، وأقيمت مراسم الزفاف في باريس. أنجبت منه توأم توبراك ومايا في 19 يناير 2012. انفصل الزوجان في 5 يونيو 2017. والدتها من الأتراك الذين هاجروا إلى أوكرانيا، ووالدها من الأتراك الذين هاجروا إلى اليونان.

## أعمالها
| العام     | العمل                             | الدور                         | ملاحظات                                            |
| 2000      | Colin's                           |                               | إعلان تجاري تليفزيوني (تركيا-أوروبا)               |
| 2001      | Kremini                           |                               | إعلان تجاري تليفزيوني (تركيا)                      |
| 2002      | Molped                            |                               | إعلان تجاري تليفزيوني (تركيا)                      |
| 2003      | سلطان مقامي (Sultan Makamı)       | نسرين (Nesrin)                | مسلسل تليفزيوني                                    |
| 2004      | الوردة الصفراء (Gülizar)          | إليسار (Gülizar)              | فيلم تليفزيوني                                     |
| 2004      | إكليل الورد (Çemberimde Gül Oya)  | جميلة (Zarife)                | مسلسل تليفزيوني                                    |
| 2005      | أبي وابني (Babam ve Oğlum)        | آيسون (Aysun)                 | فيلم                                               |
| 2005      | طريق الحب (Aşk Yolu)              | لميس (Deniz)                  | فيلم تليفزيوني                                     |
| 2005-2007 | سنوات الضياع (Ihlamurlar Altında) | لميس (Filiz Tekiner)          | مسلسل تليفزيوني                                    |
| 2006      | الامتحان (Sınav)                  | زينب إيرز (Zeynep Erez)       | فيلم                                               |
| 2007-2009 | عاصي (Asi)                        | عاصي (Asi)                    | مسلسل تليفزيوني                                    |
| 2007-2013 | منتجات بانتين                     |                               | إعلان تليفزيوني (تركيا)                            |
| 2008      | عطر لميس ومهند                    |                               | إعلان تليفزيوني مع كيفانتش تاتليتوغ (الشرق الأوسط) |
| 2009      | بيني وبينك (Beni w Benak)         | نفسها                         | مسلسل تليفزيوني                                    |
| 2010      | Maximum Cart                      |                               | إعلان تليفزيوني (تركيا)                            |
| 2010      | اسأل قلبك (Yüreğine Sor)          | أسماء (Esma)                  | فيلم                                               |
| 2010-2011 | بائعة الورد (Gönülçelen)          | لميس (Hasret)                 | مسلسل تليفزيوني                                    |
| 2010-2014 | منتجات بانتين                     |                               | إعلان تليفزيوني (الشرق الأوسط)                     |
| 2012-2013 | منتجات بانتين                     |                               | إعلان تليفزيوني (أذربيجان)                         |
| 2013      | 20 دقيقة (20 Dakika)              | ملك هالاسكار (Melek Halaskar) | مسلسل تليفزيوني                                    |
| 2014-2015 | العشق الأسود (Kara Para Aşk)      | ايليف دينيزار (Elif Denizer)  | مسلسل تلفزيوني                                     |
| 2014-2015 | مولفيكس                           |                               | إعلان تليفزيوني (الشرق الأوسط)                     |
| 2015      | الفستان الضيق (Dar Elbise)        | هيلين (Helin)                 | فيلم                                               |
| 2015      | الغابة (The Jungle)               | زينب (Zeyneb)                 | فيلم قصير                                          |
| 2015      | ذكريات الرياح (Memories of winds) | زيبور (Zeypur)                | فيلم                                               |
| 2017      | جسور والجميلة                     | سوهان                         | مسلسل تليفزيوني                                    |
| 2020      | بزوغ الإمبراطورية: العثمانيون     | مارا خاتون                    | مسلسل نتفليكس                                      |
| 2020      | اتصل بمدير أعمالي                 | نفسها                         | ستار تي في                                         |
| 2021      | ابنة السفير                       | مافي                          | ستار تي في                                         |
| 2022      | نفس أخرى                          | أدا                           | مسلسل نتفلكس                                       |

## الجوائز التي حصلت عليها
- جائزة أفضل ممثلة عن دورها في فيلم الوردة الصفراء من مهرجان بار التلفزيوني الدولي بجمهورية صربيا والجبل الأسود - 2005
- جائزة أفضل ممثلة عن دورها في مسلسل سنوات الضياع من قسم تقنية المعلومات بجامعة إسطنبول - 2007
- جائزة أفضل ممثلة عن دورها في مسلسل عاصي من نادي الحاسوب بجامعة إسطنبول - 2008
- جائزة أنجح ممثلة سينمائية عن فيلم اسأل قلبك من نادي الرياضيات الناجح بجامعة مرمرة - 2010
- جائزة أفضل ممثلة لسنة 2010 ميديا أوسكار عن دورها في مسلسل خاطفة القلب بائعة الورد من جمعية الصحافيين للإذاعة والتلفزيون - 2010
- جائزة أفضل ممثلة تلفزيونية لسنة 2010 عن دورها في مسلسل خاطفة القلب بائعة الورد من مجلة السياسية التركية - 2010
- جائزة أفضل ممثلة عن مسلسل خاطفة القلب بائعة الورد من موقع أي تيفي ديزلار بريستيج - 2010
- جائزة أفضل ممثلة لسنة 2010 عن مسلسل خاطفة القلب بائعة الورد من موقع اياكلي جازيتي لنجوم التلفزيون - 2010
- جائزة أفضل ممثلة دراما عن مسلسل خاطفة القلب بائعة الورد من موقع ديزي فيلم اوسكارز - 2010
- جائزة أفضل ممثلة عن مسلسل خاطفة القلب بائعة الورد من موقع تلفزيون ديزي دوت كوم - 2011
- جائزة ايل ستايل عن «أفضل ممثلة تملك ستايل خاص بها» من مجلة إل التركية - 2011
- جائزة «توروب» جمعية المهنيين والمستثمرين في مجال الفندقة بتركيا عن مسلسل سنوات الضياع - 2013
- جائزة أفضل ممثلة عن مسلسل 20 دقيقة من موقع تلفزيون ديزيسي - 2013
- جائزة أفضل ممثلة عن مسلسل 20 دقيقة من مؤسسة كارافاك (البحر الأسود) - 2013
- جائزة أفضل ممثلة عن مسلسل العشق الأسود من موقع تلفزيون ديزيسي - 2014
- جائزة أفضل ممثلة لسنة 2014 ميديا أوسكار عن دورها في مسلسل المال الأسود والعشق الأسود من جمعية الصحافيين للإذاعة والتلفزيون - 2014
- جائزة أنجح ممثلة لسنة 2015 عن دورها في مسلسل المال الأسود والعشق الأسود من جامعة إسطنبول التقنية - 2015
- جائزة أفضل ممثلة عن دورها في مسلسل المال الأسود والعشق الأسود من مهرجان جوائز مارجوني المنظم من قبل جامعة بورصة - 2015
- جائزة أفضل ممثلة عن مسلسل العشق الأسود من موقع تلفزيون ديزيسي - 2015

## وصلات خارجية
- توبا بويوك أوستون على موقع IMDb (الإنجليزية)
- توبا بويوك أوستون على موقع قاعدة بيانات الأفلام العربية
- توبا بويوك أوستون على موقع ألو سيني (الفرنسية)
- توبا بويوك أوستون على موقع قاعدة بيانات الفيلم (الإنجليزية)
- توبا بويوك أوستون على موقع كينوبويسك (الروسية)

الموقع الإلكتروني الرسمي لتوبا بويوكستون